# Zubor Attila
Zubor Attila (Budapest, 1975. március 12. –) világbajnoki bronzérmes magyar úszó.

## Pályafutása
Karrierje során gyorsúszásban és vegyesúszásban versenyzett. Az ifjúsági korosztályban 1992-ben Leedsben 200 vegyesen Európa-bajnoki címet szerzett. Az 1994-es világbajnokságon már tagja volt a magyar csapatnak és az előfutamban úszva világbajnoki bronzérmet szerzett a 4 × 100-as vegyesváltó tagjaként, majd két évvel később ugyanilyen státuszban olimpiai hatodik helyet szerzett. Az 1998-as vb-n már alapember volt a magyar négyesben, Czene Attila, Rózsa Norbert és Horváth Péter társaként ő hozta be a váltót a harmadik helyen. 100 gyorson fináléba jutott, ahol első magyarként 50 másodperc alatt teljesítve a hatodik helyen végzett. 
1999-ben és 2000-ben egyaránt hetedik helyen végzett 100 gyorson az Európa-bajnokságon. Az úszás királyszámának számító 100-on ott volt a olimpián is, ám négyszázados különbséggel lemaradt a fináléról. Horváth Péter, Gáspár Zsolt és Güttler Károly társaságában ötödik lett az ötkarikás játékokon. 2001-ben a fukuókai világbajnokságon élete legjobb teljesítményét nyújtva kétszer is magyar rekordot úszva ötödikként végzett. A fináléban teljesített 49.13-as ideje tizenegy éven keresztül magyar rekordnak számított. A Horváth-Güttler-Gáspár-Zubor összeállítású váltó ötödikként zárt hasonlóan az olimpiához és a 2002-es Európa-bajnoksághoz. 
2004-ben az Eb-n immáron Cseh László, Bodor Richárd és Gáspár Zsolt váltótársaként szerzett harmadik helyet, majd a kvartettel hetedikként zárta élete harmadik olimpiáját. Karrierjét a 2006-os budapesti Eb-t követően fejezte be, egy váltóban elért ötödik helyezéssel. 
Karrierje során összesen tizenegy magyar rekordot állított fel 25 méteres és 50-es medencében, nagymedencében 40 magyar bajnoki címet szerzett egyéniben és váltóban. Jelenleg a magyar vízimentő-válogatott szövetségi kapitányaként tevékenykedik, valamint a nevével fémjelzett úszóiskolát üzemeltet.

## Rekordjai
50 m gyors
- 23,18 (1998. július 5., Budapest) országos csúcs[2]
- 22,76 (2001. július 22., Fukuoka) országos csúcs[3]
- 22,54 (2001. július 22., Fukuoka) országos csúcs[3]

100 m gyors
- 49,82 (1998. január 14., Perth) országos csúcs[4]
- 49,74 (2000. május 20., Monte-Carlo) országos csúcs[5]
- 49,42 (2000. június 3., Budapest) országos csúcs[6]
- 49,32 (2001. július 26., Fukuoka) országos csúcs[7]
- 49,13 (2001. július 27., Fukuoka) országos csúcs[8]

50 m gyors rövid pálya
- 22,51 (2001. december 9., Budapest) országos csúcs[9]

100 m gyors rövid pálya
- 48,32 (2003. december 12., Dublin) országos csúcs[10]

100 m vegyes rövid pálya
- 56,79 (2002. április 20., Spittal) országos csúcs[11]